# Ulmu (Călărași)
Pour les articles homonymes, voir Ulmu.
Ulmu est une commune roumaine située dans le județ de Călărași.